# 阮氏游
阮氏游（越南语：／，？—？），在碑刻中又作阮氏玉瓚（越南语：／），生活在16世纪末17世纪初。她被認為是越南古代科举史上唯一的女进士。
據《公餘捷記》中的《禮妃傳》記載，阮氏游是海陽處至靈縣傑特社（今属海阳省至灵市文安社）人，原本聪明美貌，被许多当地权贵上门求婚，但是她不肯。光興十五年（1592年），郑松率军攻占東都昇龙，莫朝逃到高平，十幾歲的阮氏游跟随家人遷居高平。當時阮氏游女扮男裝，在高平拜師學習知識。當時莫朝仍然佔據高平、諒山一帶，頗有聲勢，仍然照常開科取士。阮氏游以男子身份應試，考中第一名，她的老師反而是第二名。在進士宴饗時，莫朝皇帝發現狀元阮氏游長得完全是美女模樣，於是詢問原因，得知阮氏游是女子，就將其納為嬪妃。
後來，鄭主率軍進攻高平，俘獲了阮氏游。阮氏游對俘虜她的士兵說：“你們既然抓到了我，應該讓我見你們的統帥，不得對我無禮。”後來鄭兵果然把她獻給了鄭主。郑主對阮氏游很恩寵。
阮氏游晚年的時候在嘉林縣梅发寺出家。後來黎朝新君即位，下詔徵求女學士教導宮女，大臣們都向皇帝舉薦阮氏游。於是，阮氏游被徵召入宮，教導宮女。因為阮氏游的妃號為禮昭儀，所以宮人們都尊稱她為“禮師”。
阮氏游生前创作许多诗歌，经过许多历史变故，几近失传。阮氏游活了80岁才去世。当地人民建立祠堂祭祀，尊她为福神。

## 纪念
去世后，郑柞在阮氏游故乡铸造塑像，在迟牛山上建宝塔，封她为神。在海阳毛田文庙，阮氏游与孔子及7位越南大儒阮廌、阮秉谦、算神武有、教育家朱文安、两国状元莫挺之、入内行检范师孟和名医惠静一同被祭祀。